# Sekazi Mtingwa
Sekazi Mtingwa, ursprünglich Michael Von Sawyer, (* 20. Oktober 1949 in Atlanta, Georgia) ist ein US-amerikanischer Beschleunigerphysiker.
Mtingwas Vater arbeitete als Monteur in einer Lockheed-Fabrik, seine Mutter war Krankenschwester. Mtingwa studierte Mathematik und Physik am Massachusetts Institute of Technology mit dem Bachelor-Abschluss 1971 und wurde 1976 an der Princeton University in theoretischer Hochenergiephysik promoviert. Danach war er ab 1981 am Fermilab, wo er die Theorie der Intrastrahl-Streuung mit James Bjorken entwickelte und an den Beschleunigern mitwirkte, mit denen Anfang der 1990er Jahre dort die Entdeckung des Top-Quark gelang. Er war am Argonne National Laboratory, lehrte an der North Carolina A&T State University (an der er inzwischen emeritiert ist) und der Morgan State University und war 2001 bis 2003 Martin Luther King Jr. Gastprofessor am Massachusetts Institute of Technology und ab 2006 dort Direktor der akademischen Programme für Minderheiten und Physikdozent.
Er ist auch sonst aktiv engagiert in der Förderung von Afroamerikanern und Minderheiten in den Naturwissenschaften. Er ist Mitgründer der National Society of Black Physicists (NSBP), der National Society of Hispanic Physicists, des African Institute for Mathematical Sciences in Ghana und der African Physical Society und half bei der Gründung des African Laser Centre in Südafrika (und unterstützte den Zugang Südafrikas zur European Synchrotron Radiation Facility). Mit seiner Frau gründete er für diese Zwecke auch die Beraterfirma Triangle Science (benannt nach dem Forschungsdreieck in North Carolina) und organisiert Workshops für Minderheiten als Präsident von INCREASE.
1988 bis 1991 entwickelte er auch theoretische Grundlagen für Kielfeld-Beschleuniger. Mit Michael Strikman machte er in den 2000er Jahren erste Vorschläge für hochpräzise Experimente mit festem Target am geplanten International Linear Collider.
Er war zehn Jahre im Nuclear Energy Advisory Committee des Department of Energy (DOE) und sechzehn Jahre in deren Unterkomitee zum nuklearen Brennstoffzyklus. Dafür und dafür, dass es ihm gelang, dank einer von ihm geleiteten Studie der APS von 2008 zwanzig Prozent des Forschungsetats zum Brennstoffzyklus des DOE für akademische Einrichtungen zu sichern, erhielt er 2015 den Distinguished Service Award der American Nuclear Society.
2017 erhielt er zusammen mit James Bjorken und Anton Piwinski den Robert R. Wilson Prize für die detaillierte theoretische Beschreibung der Streuung in Beschleunigerstrahlen. Er ist der erste Afroamerikaner, der den Preis erhält. Für 2023 wurde Mtingwa der AAAS Philip Hauge Abelson Prize zugesprochen.
Er ist Fellow der American Physical Society und der American Association for the Advancement of Science.